# Los Gatos
Los Gatos è una città degli Stati Uniti d'America situata nella Contea di Santa Clara, nello Stato della California.
La città è soprattutto nota per essere stata la "città natale" di Netflix, la cui sede principale è situata proprio qui.

## Storia

### Nome
Los Gatos, corrispondente allo spagnolo "I gatti", come nome deriva dalla concessione terriera del 1839, da parte dei conquistadores, dell'Alta California, che comprendeva, tra le altre, anche quest'area, denominata La Rinconada de Los Gatos ("L'angolo dei gatti"), dove però con "gatti" ci si riferiva in realtà ai puma e alle linci rosse, entrambe specie autoctone della fascia pedemontana in cui è stanziata la città.

## Società

### Evoluzione demografica
| Popolazione storica                        | Popolazione storica | Popolazione storica |
| Censimento                                 | Pop.                | %±                  |
| ------------------------------------------ | ------------------- | ------------------- |
| 1880                                       | 555                 | —                   |
| 1890                                       | 1.652               | 197,7%              |
| 1900                                       | 1.915               | 15,9%               |
| 1910                                       | 2.232               | 16,6%               |
| 1920                                       | 2.317               | 3,8%                |
| 1930                                       | 3.168               | 36,7%               |
| 1940                                       | 3.597               | 13,5%               |
| 1950                                       | 4.907               | 36,4%               |
| 1960                                       | 9.036               | 84,1%               |
| 1970                                       | 22.613              | 150,3%              |
| 1980                                       | 26.906              | 19,0%               |
| 1990                                       | 27.357              | 1,7%                |
| 2000                                       | 28.592              | 4,5%                |
| 2010                                       | 29.413              | 2,9%                |
| 2020                                       | 33.529              | 14,0%               |
| Dal censimento decennale degli Stati Uniti |                     |                     |

### Etnie e minoranze straniere
La popolazione, secondo il censimento del 2010, è così suddivisa:
- bianchi 86,68%
- ispanici 5,21%
- afroamericani 1,79%
- asiatici 7,60%
- nativi americani 0,30%

Fino a quell'anno in città vi erano 11.988 famiglie, di cui il 27,3% aveva figli minorenni (di età inferiore ai 18 anni) che convivevano con loro, il 50,9% erano coppie sposate conviventi e il 39,1% non erano famiglie. Il 29,7% di tutte le famiglie era composto da 3 individui e il 10,0% era costituita da coniugi di 65 anni o più.
Nella città la popolazione, mediamente giovane, è più o meno distribuita così:
- sotto i 18 anni 21,2%
- dai 18 ai 24 anni 4,3%
- dai 25 ai 44 anni 31,5%
- dai 45 ai 64 anni 27,7%
- dai 65 anni in su 15,3%

L'età media è di 41 anni e, per ogni 100 donne, vi sono 90,4 maschi.

## Cultura e vita contemporanea

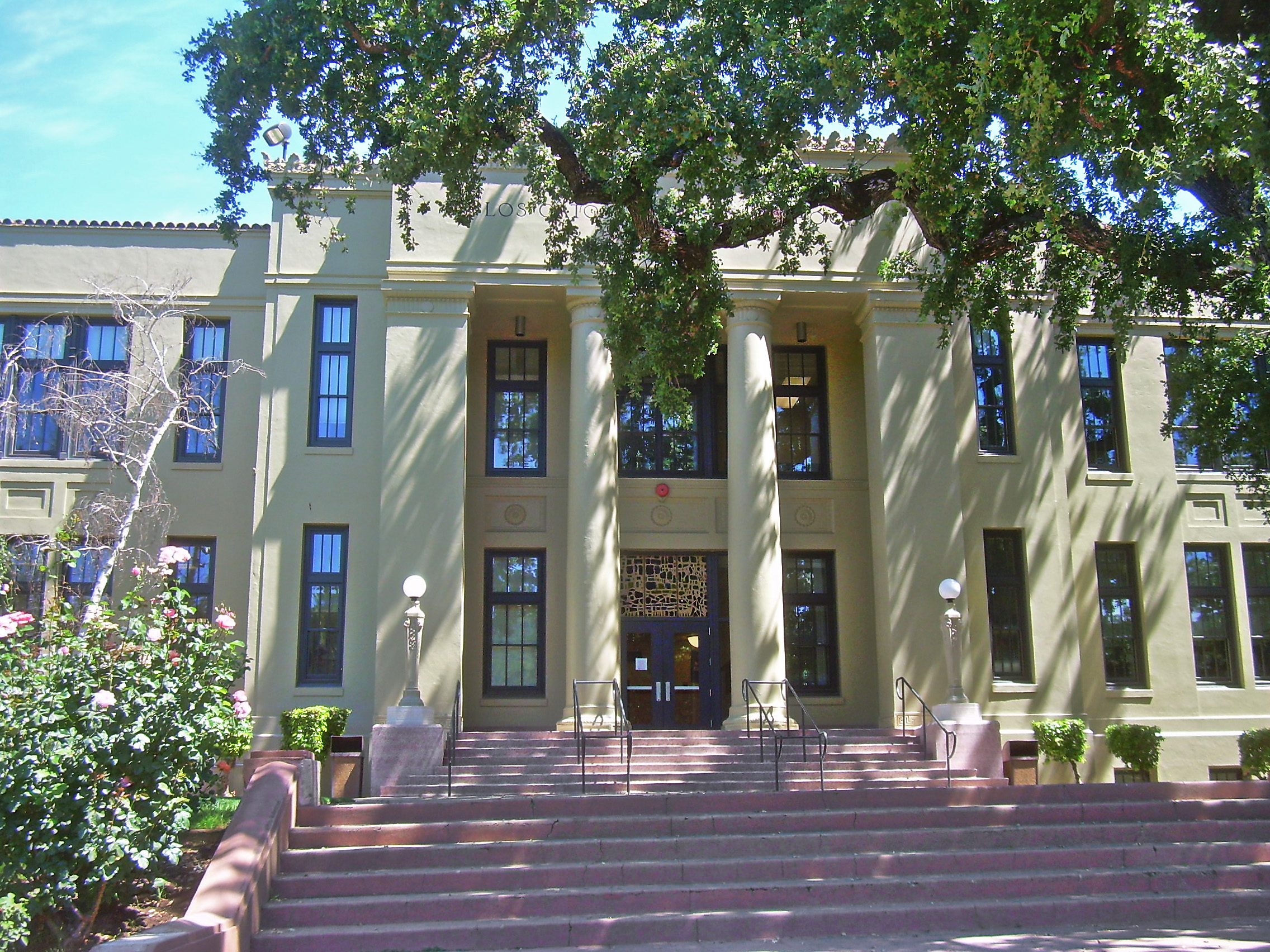
Il Los Gatos High School, principale scuola superiore della città

### Istruzione
A Los Gatos figurano sia scuole pubbliche, come il "Loma Prieta Joint Union Elementary School District" o il "Lakeside Joint School District", che private, come la "Hillbrook School" o la "Mulberry School".

### Biblioteche

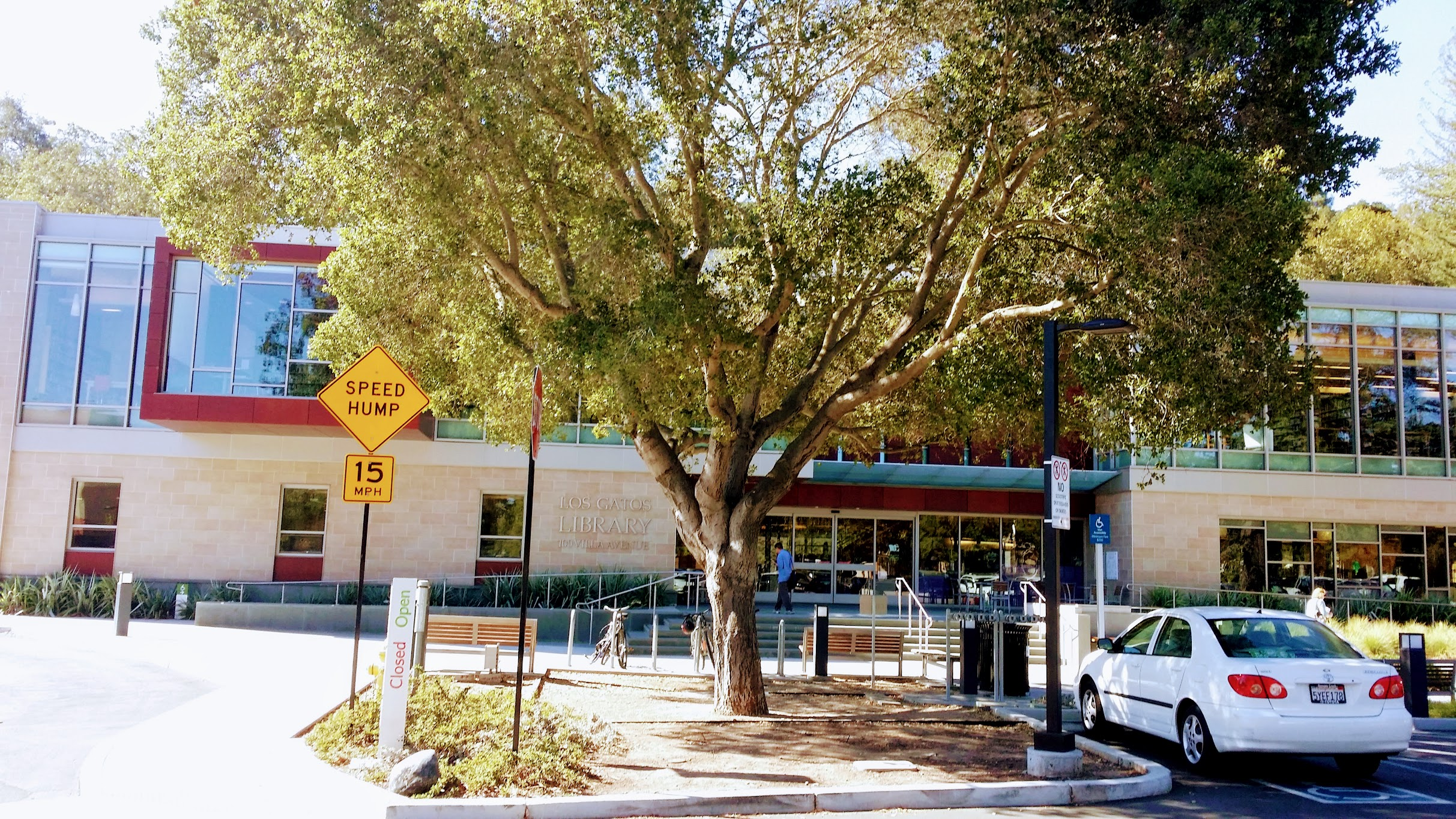
La biblioteca pubblica di Los Gatos

La biblioteca pubblica di Los Gatos è gestita dal municipio e non fa parte del sistema bibliotecario della contea di Santa Clara.
La biblioteca si trova nel centro di Los Gatos. Qualsiasi residente in California con provata identificazione a radiosequenza del proprio numero civico e indirizzo postale può ottenere privilegi di prestito.

### Musei
Il New Museum (NUMU), precedentemente chiamato Museum of Los Gatos, offre mostre e programmi sull'arte e la storia della città e tutta la San Francisco Bay Area.

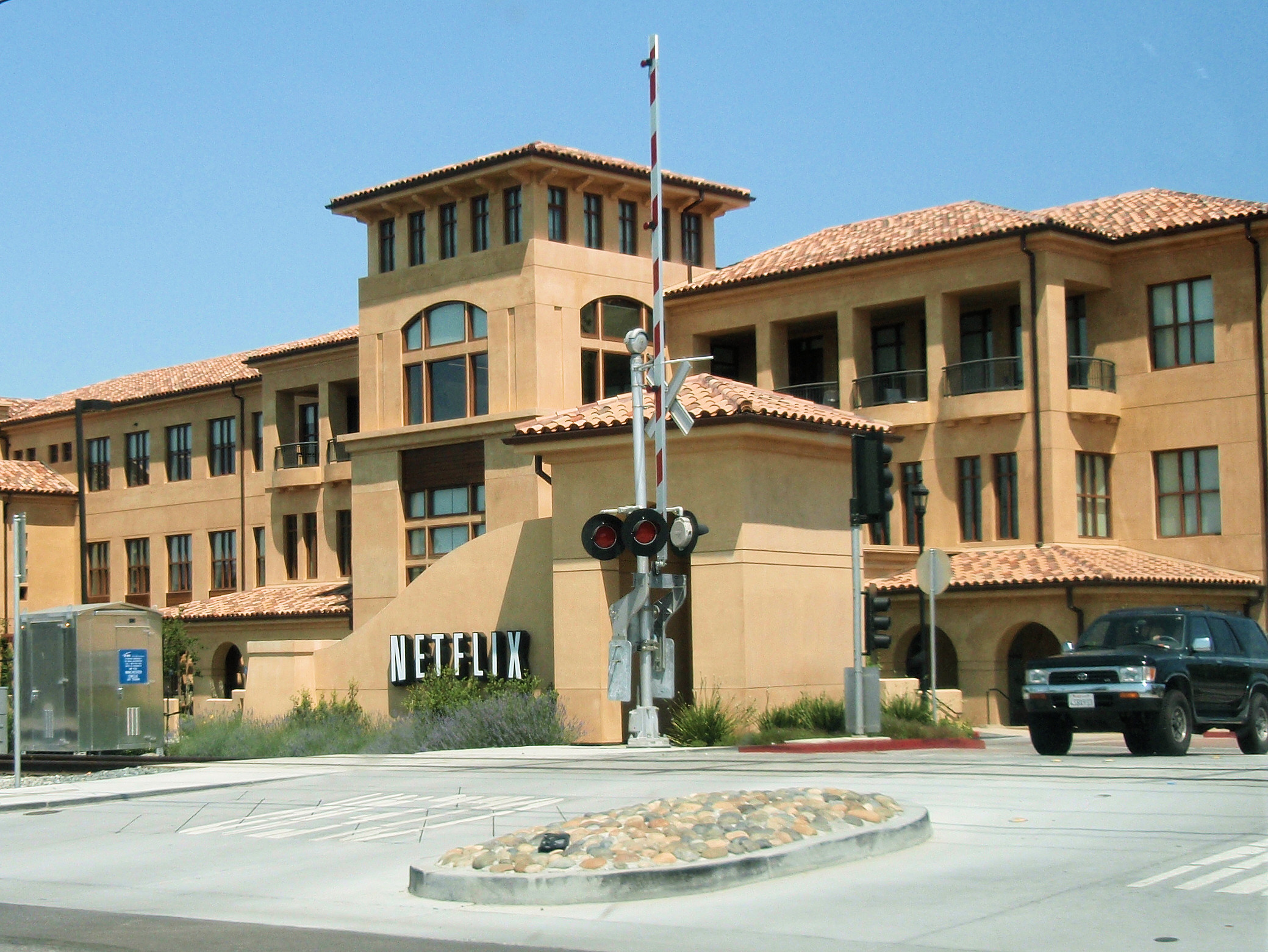
La sede centrale di Netflix a Los Gatos

## Economia
La società trainante dell'economia di Los Gatos è certamente l'azienda di distribuzione streaming di film e serie TV Netflix (nata proprio qui nel 1997), anche principale datore di lavoro per gli abitanti della città: infatti oltre 3 000 persone sulle 33.529 totali lavora per quest'azienda.

## Infrastrutture e trasporti

### Treni e metropolitana
Per il trasporto ferroviario, Los Gatos si affida alla molto vicina Santa Clara, munita di stazione ferroviaria grazie alla rete pubblica Caltrain, mentre per quanto riguarda la metropolitana, fa affidamento alla prossima Campbell, che offre le stazioni di Winchester, Downtown Campbell e Hamilton, tutte perfettamente collegate a Los Gatos.

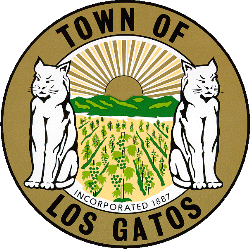
Stemma di Los Gatos, appunto con due "gatti" (linci rosse) sopra

### Aeroporti
Per i viaggi aerei, di cui Los Gatos per le sue modeste misure non è provvista, gli aeroporti internazionali più vicini sono situati San Jose, l'aeroporto internazionale di San Francisco (SFO) e l'aeroporto internazionale di Oakland (OAK). Questi due aeroporti sono fondamentali, poiché utilizzati per i viaggi aerei dalla maggior parte della popolazione da tutta la vasta San Francisco Bay Area.

## Amministrazione
La città è sin dalla sua fondazione governata da cinque membri eletti del consiglio, con la carica di sindaco che viene cambiata dopo un anno e affidata a un altro tra i membri del consiglio; ogni membro del consiglio mantiene la carica per un mandato di quattro anni, a meno che l'individuo non venga rieletto dalla popolazione: non vi sono dunque limiti di mandato per il Consiglio comunale.
Nel sistema legislativa dello Stato della California, Los Gatos è nel quindicesimo distretto del Senato, rappresentato dall'esponente del partito democratico Dave Cortese, e nel ventottesimo distretto dell'Assemblea, rappresentato sempre da un esponente del partito democratico, Evan Low.
Nella Camera dei rappresentanti degli USA, Los Gatos è il diciottesimo distretto rappresentante la California, tramite la democratica Anna Eshoo.

### Gemellaggio
Los Gatos è la sister city di cinque città:
- Distretto di Zhonghe, Taiwan
- Liaoyang, Cina
- Listowel, Contea di Kerry in Irlanda
- Tallinn, Estonia
- Zihuatanejo, Messico